# Château de Duntrune
Le château de Duntrune (en anglais : Duntrune Castle) est situé sur la rive nord du loch Crinan et en face du village de Crinan en Argyll, en Écosse.